# Bolezlaue, Bolezlaue, dux gloriosissime …
Bolezlaue, Bolezlaue, dux gloriosissime … (Boleslaw, o Boleslaw, du hochberühmter, starker Fürst!) ist das Incipit des panegyrischen Gedichts auf Bolesław III. Schiefmund. Es macht das 11. Kapitel des dritten Buches der in mittellateinischer Sprache verfassten Chronik des Gallus Anonymus aus.

## Form
Das Gedicht wird im 10. Kapitel als cantilena (‚Lied‘) bezeichnet. Diese Bezeichnung wird vom Verfasser auch für einige andere Gedichte verwendet, z. B. Pisces salsos et fetentes …
Das Gedicht umfasst insgesamt 20 Verse, die jeweils aus 15 Silben bestehen und nach der achten Silbe eine Zäsur aufweisen. Zwei Verse sind jeweils durch einen Paarreim verbunden und vier Verse bilden jeweils eine Strophe.

## Inhalt
Das Gedicht wird deutschen Wachsoldaten von Kaiser Heinrich V. während der kriegerischen Auseinandersetzung mit Bolesław 1109 in den Mund gelegt. Dieses Lob aus dem Munde des Feindes steigert die Bedeutung des Preisgesangs. 
In der ersten Strophe wird Bolesław als wachsamer Verteidiger seiner Heimat gepriesen, der seine Feinde niemals zur Ruhe kommen lässt. In der nächsten Strophe wird die falsche Hoffnung der deutschen Krieger aufgeführt, Bolesław schnell besiegen zu können. Dies wird durch die Antithese, dass der belagerte Bolesław die Deutschen trotz Unterzahl wie in Gefangenschaft („conclusos in carcere“) halte. In der dritten Strophe wird die Unterzahl erneut aufgegriffen, um Bolesław als geeigneteren Herrscher im Vergleich zu Heinrich V. darstellen zu lassen. Wenn Bolesław nur alle seine Truppen versammelte, könnte ihm der Kaiser keinen Widerstand leisten. In der vierten Strophe werden Bolesławs siegreichen Schlachten gegen die Pomoranen angeführt, für die er mit Triumphzügen empfangen werden sollte. Denn wie in der fünften Strophe bezeichnet handelte es sich dabei um einen legitimen Krieg („bella licita“) gegen Heiden. Dahingegen führt Heinrich V. einen Krieg gegen Christen, den die Soldaten als illegitim („illicita“) ablehnen. Deswegen werde Gott Bolesław siegen lassen.

## Ausgaben
- Kazimierz Liman (Hrsg.): Antologia poezji łacińskiej w Polsce. Średniowiecze. Wydawnictwo UAM, Posen 2004, S. 260.
- Karol Maleczyński (Hrsg.): Galli Anonymi cronicae et gesta ducum sive principum Polonorum (= Monumenta Poloniae Historica. Nova Series. Band II). Polska Akademia Umiejętności, Krakau 1952, S. 97.